# Davit Mujiri
Davit Mujiri (født 2. januar 1978) er en tidligere georgisk fodboldspiller.

## Georgiens fodboldlandshold
| Georgiens landshold | Georgiens landshold | Georgiens landshold |
| År                  | Kmp                 | Mål                 |
| ------------------- | ------------------- | ------------------- |
| 2003                | 1                   | 0                   |
| 2004                | 2                   | 0                   |
| 2005                | 7                   | 0                   |
| 2006                | 6                   | 1                   |
| 2007                | 6                   | 0                   |
| 2008                | 3                   | 0                   |
| Total               | 25                  | 1                   |